# Polar Music Prize
A Polar Music Prize, magyarul Polar zenei díj egy nemzetközi zenei kitüntetés, melyet olyan egyének, zenekarok vagy intézetek nyerhetnek el, melyek kivételes eredményeket értek el és elősegítették a zene fejlődését. A díjat 1989-ben alapították Stig Anderson adományai segítségével és a Svéd Királyi Zeneakadémia ítéli oda minden évben. Stig Anderson volt az ABBA zenekar producere, szövegírója és menedzsere, ahogy a Polar Music név kitalálója is.
A díjátadó ünnepséget Stockholmban tartják májusban. A díjazottak elismerésüket XVI. Károly Gusztáv svéd királytól vehetik át.
Az elismerés kb. egymillió svéd koronával jár együtt, amely mintegy 125 000 US dollár)

## Díjazottak
2018 – Metallica
2017 – Sting
2017 – Wayne Shorter
2016 – Max Martin
2016 – Cecilia Bartoli
2015 – Emmylou Harris
2015 – Evelyn Glennie
2014 – Chuck Berry
2014 – Peter Sellars
2013 – Youssou N’Dour
2013 – Kaija Saariaho
2012 – Paul Simon
2012 – Yo-Yo Ma
2011 – Kronos Quartet
2011 – Patti Smith
2010 – Björk
2010 – Ennio Morricone
2009 – Peter Gabriel
2009 – José Antonio Abreu és El Sistema
2008 – Pink Floyd
2008 – Renée Fleming
2007 – Sonny Rollins
2007 – Steve Reich
2006 – Led Zeppelin
2006 – Valery Gergiev
2005 – Gilberto Gil
2005 – Dietrich Fischer-Dieskau
2004 – B. B. King
2004 – Ligeti György
2003 – Keith Jarrett
2002 – Sofia Gubaidulina
2002 – Miriam Makeba
2001 – Burt Bacharach
2001 – Robert Moog
2001 – Karlheinz Stockhausen
2000 – Bob Dylan
2000 – Isaac Stern
1999 – Stevie Wonder
1999 – Iannis Xenakis
1998 – Ray Charles
1998 – Ravi Shankar
1997 – Eric Ericson
1997 – Bruce Springsteen
1996 – Pierre Boulez
1996 – Joni Mitchell
1995 – Sir Elton John
1995 – Mstislav Rostropovitch
1994 – Nikolaus Harnoncourt
1994 – Quincy Jones
1993 – Dizzy Gillespie
1993 – Witold Lutosławski
1992 – Sir Paul McCartney
1992 – a balti államok: Észtország, Lettország és Litvánia

## Lásd még
- Nobel-díj
- Schock Prize
- Right Livelihood Award
- Astrid Lindgren-emlékdíj

## Külső hivatkozások
- Polar Music Prize – Hivatalos oldal